# Скляревский, Александр Фёдорович
Александр Фёдорович Скляревский (англ. Alexander Sklarevski; 1882—1963) — российско-американский пианист и музыкальный педагог.
Окончил Санкт-Петербургскую консерваторию (1908), преподавал в Саратовской консерватории. После Октябрьской революции 1917 года через Владивосток эмигрировал в США. Известен автограф Сергея Прокофьева, желавшего Скляревскому в 1920 г. «блестящих побед в Америке»; в этом году, Скляревский, судя по всему, дебютировал на нью-йоркской сцене. С 1923 г. на протяжении трёх десятилетий преподавал в Консерватории Пибоди; среди его учеников, в частности, Хелен Макгроу и Леа Эффенбах.
В США собрал коллекцию русской живописи, включавшую в том числе работы Ильи Репина, Александра Соколова и др.